# Ilhas do Rei Carlos

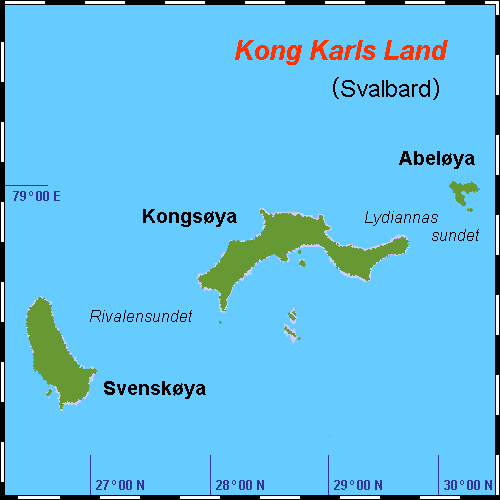
Mapa das ilhas do Rei Carlos

As ilhas do Rei Carlos ou Terra do Rei Carlos (em norueguês:  Kong Karls Land) são um grupo de ilhas no arquipélago de Svalbard, no oceano Ártico. O grupo de ilhas tem área de 332 km² e é formado pelas ilhas de Kongsøya, Svenskøya, Abeløya, Helgolandøya e Tirpitzøya.
As ilhas, que têm a maior concentração de ursos-polares das Svalbard, fazem parte da Reserva Natural de Svalbard Nordeste, juntamente com a Terra de Nordeste e Kvitøya. É proibido o tráfego nas ilhas, o que inclui as zonas do mar até 500 m da costa e o espaço aéreo até 500 m sobre o mar.
As ilhas do Rei Carlos foram descobertas por uma expedição enviada pela Companhia de Moscóvia em 1617, provavelmente de um ponto alto sobre Barentsøya. Chamaram ao grupo ilhas Wiche.